# کارا لوت
کارا لوت (انگلیسی: Cara Lott؛ زاده ۶ اوت ۱۹۶۱) یک بازیگر پورنوگرافی اهل ایالات متحده آمریکا است.